# Ponte Umberto I
Ponte Umberto I, conhecida também como Ponte Umberto, é uma ponte que liga a Piazza di Ponte Umberto I à Piazza dei Tribunali em Roma, Itália, entre os riones Ponte e Prati.

## Descrição
A ponte foi projetada pelo arquiteto Angelo Vescovali e construída entre 1885 e 1895; foi dedicada a Umberto I, rei da Itália, que inaugurou-a com sua consorte, Margarida de Saboia. Ela liga o Palazzo di Giustizia (conhecido popularmente como Palazzaccio) à região da Piazza Navona.
Com 105 metros de comprimento, é composta de três arcos de alvenaria revestidos de travertino e pedras de Subiaco.